# Vrana Dome
Der Vrana Dome ist ein markanter Eisdom im ostantarktischen Prinzessin-Elisabeth-Land. An der Ingrid-Christensen-Küste ragt er 6 km nordöstlich der Statler Hills auf der Ostseite des Amery-Schelfeises auf.
Eine Mannschaft der Australian National Antarctic Research Expeditions errichtete hier 1968 bei der Traverse von den Larsemann Hills zu den Reinbolt Hills eine Tellurometerstation. Namensgeber ist der aus der Tschechoslowakei stammende Strahlenphysiker Attila Vrana (* 1940), der 1968 auf der Mawson-Station tätig und an der Vermessung des Eisdoms beteiligt war.